# 圣嘉勒堂 (莱切)
40°21′06″N 18°10′16″E / 40.3518°N 18.17124°E

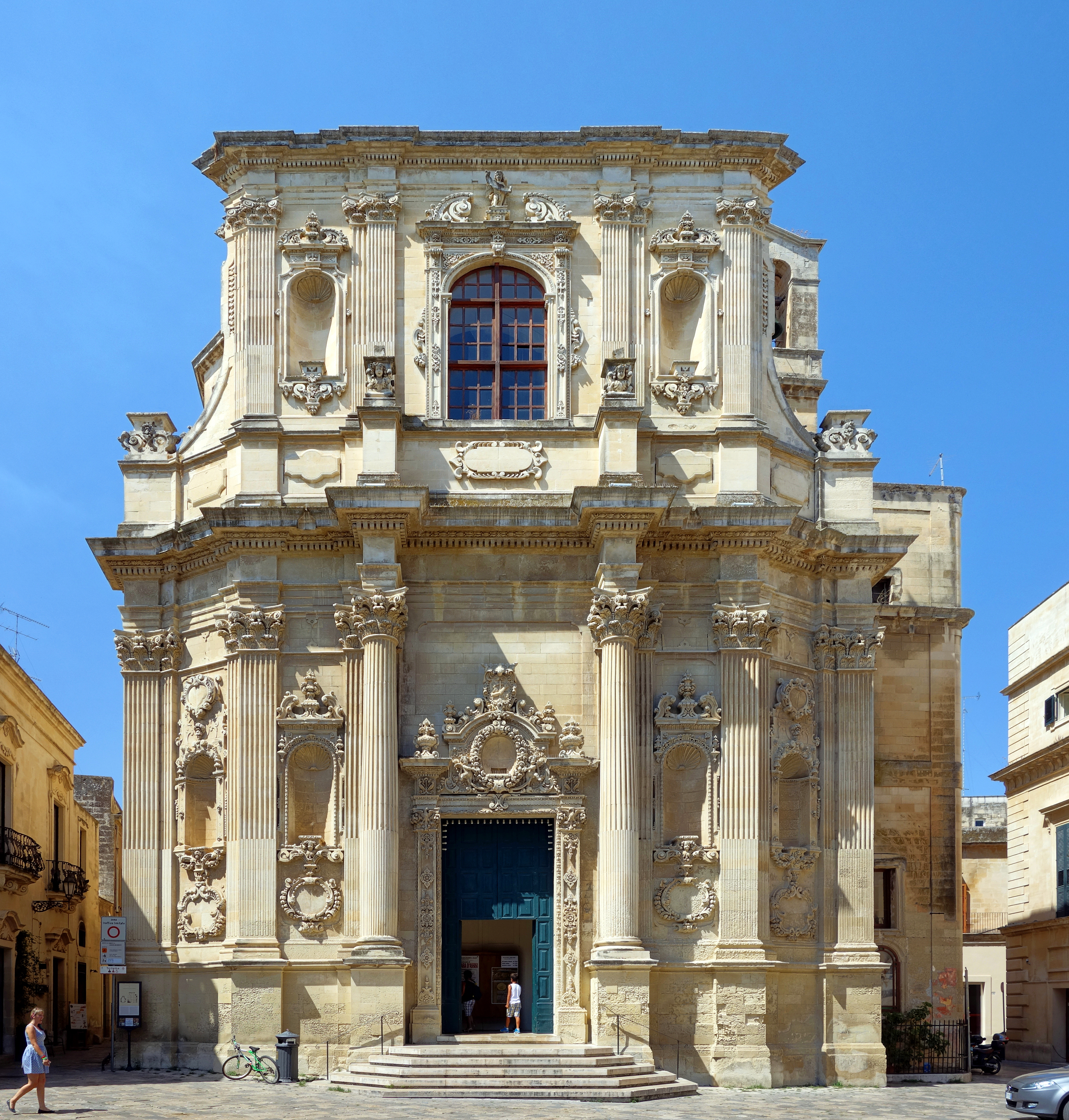
巴洛克立面

圣嘉勒堂（Chiesa di Santa Chiara）是意大利普利亚大区莱切的一座罗马天主教教堂，位于该市历史中心的埃马努埃莱二世广场。这是一座巴洛克建筑。供奉亚西西的嘉勒。

## 历史
该堂始建于1429年，到1691年完成。由建筑师朱塞佩·仙诺（Giuseppe Cino）设计。

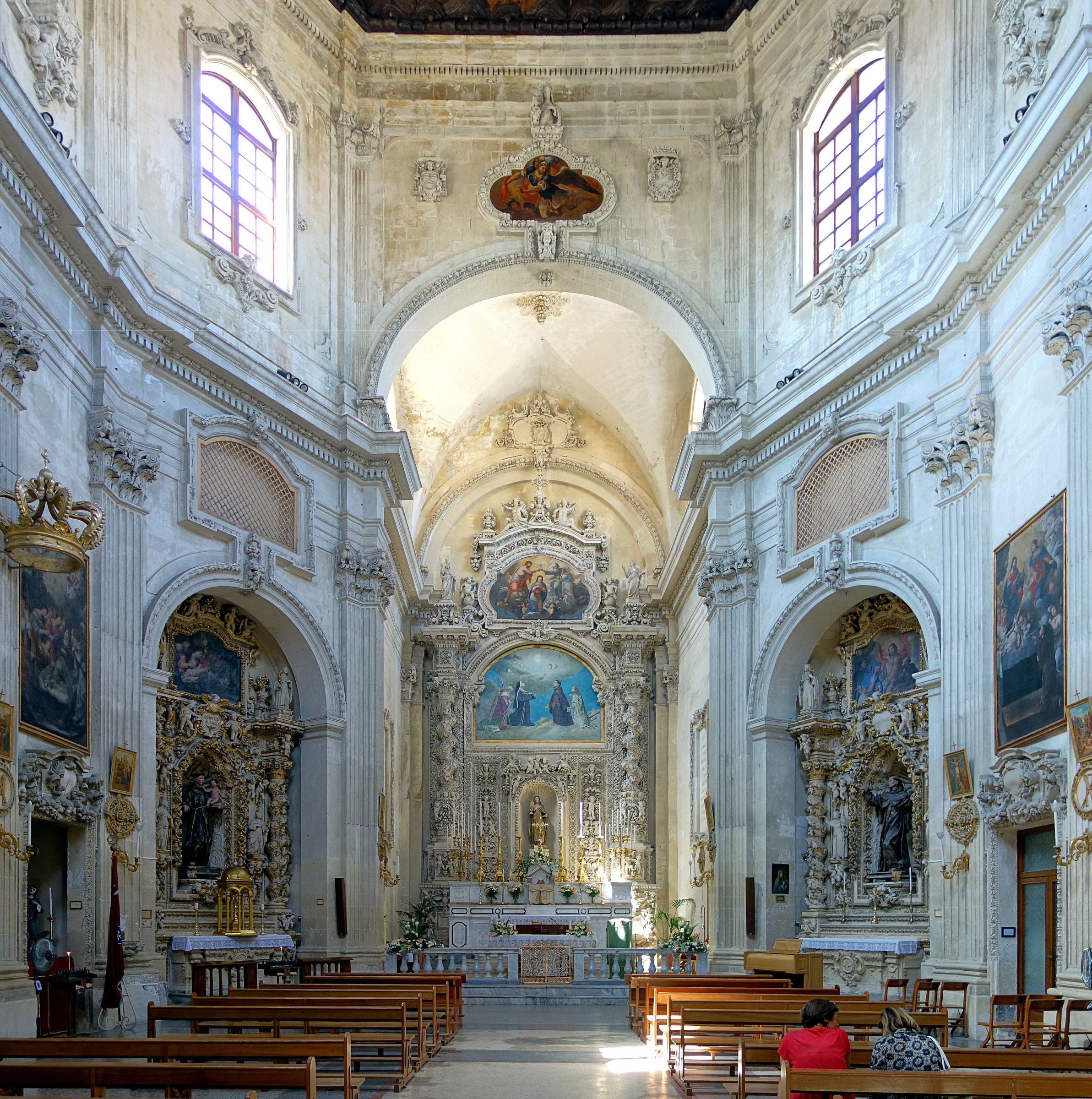
内部